# آنو پالوارا
آنو پالوارا (فنلاندی: Anu Palevaara؛ زادهٔ ۱۴ اوت ۱۹۷۱) بازیگر و طراح رقص اهل فنلاند است.
از فیلم‌هایی که وی در آن‌ها نقش داشته‌است، می‌توان به تابستانی کنار رودخانه اشاره نمود.